# Bauxite
 (avril 2017).

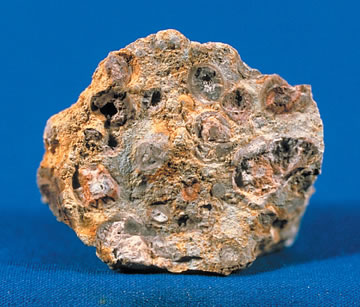
Bauxite ou minerai permettant la production d'aluminium.

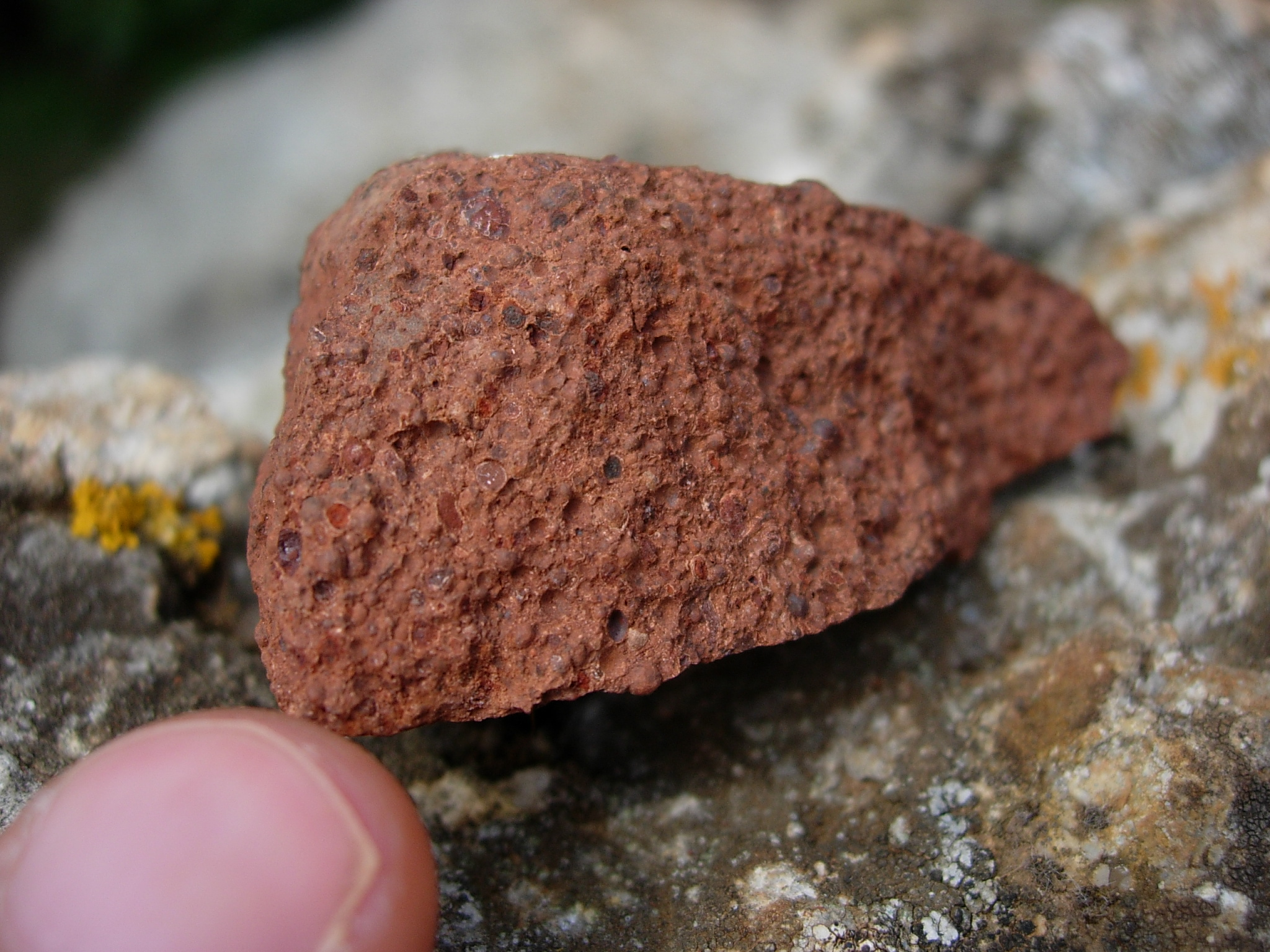
Bauxite (Hérault) avec des pisolithes.

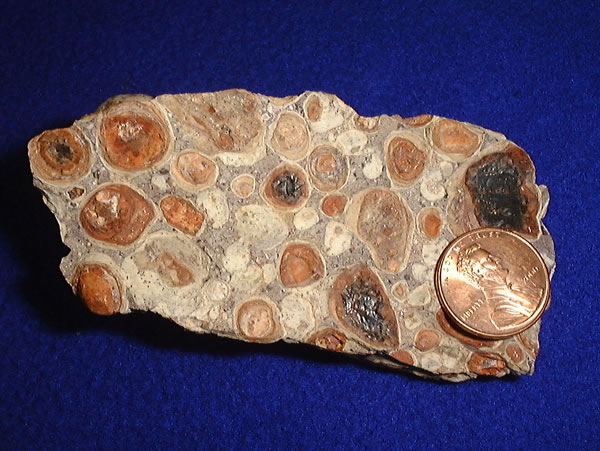
Bauxite.

La bauxite est une roche sédimentaire blanche, rouge ou grise, caractérisée par sa forte teneur en alumine Al2O3 et en oxydes de fer. Cette roche constitue le principal minerai permettant la production d'aluminium et de gallium.
Elle se forme par altération continentale en climat chaud et humide. De structure variée, elle contient dans des proportions variables des hydrates d'alumine, de la kaolinite, de la silice et des oxydes de fer qui lui confèrent souvent une coloration rouge.
Ses minéraux spécifiques sont les hydrates d'alumine comme les polymorphes de Al(OH)3 (bayérite et gibbsite, monocliniques) et ceux de AlO(OH) (diaspore et boehmite, orthorhombiques). Cette altérite n'est considérée comme minerai d'aluminium que si sa teneur en silice ne franchit pas un seuil d'environ 8 %. Ce seuil est variable selon les coûts du procédé d'extraction de l'alumine, puis de la transformation de l'alumine en aluminium par électrolyse.

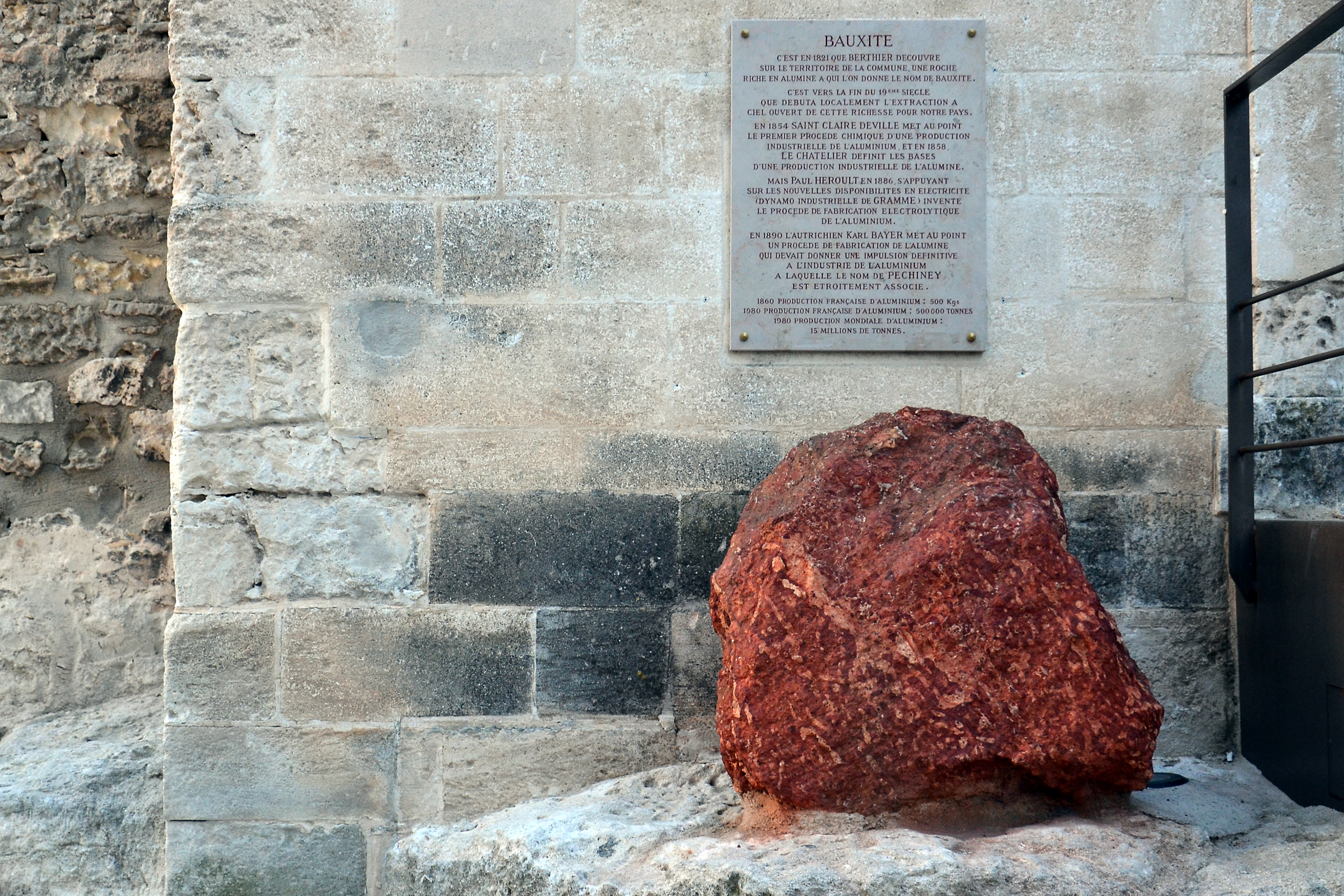
Bauxite aux Baux-de-Provence.

## Historique
La bauxite a été découverte par le chimiste Pierre Berthier en 1821 sur la commune des Baux-de-Provence (Bouches-du-Rhône), alors qu'il cherchait du minerai de fer pour le compte d'industriels lyonnais.
Il lui donna le nom de « terre d'alumine des Baux ». Le nom fut transformé en « beauxite » par Armand Dufrénoy en 1847 puis en « bauxite » par Henry Sainte-Claire Deville en 1861 qui avait été alerté à ce sujet par l'ingénieur des mines Gustave Noblemaire. Le premier site industriel producteur d'aluminium au monde utilise la bauxite qui est amenée à Salindres dans le Gard, dès 1860.

## Composition des minerais

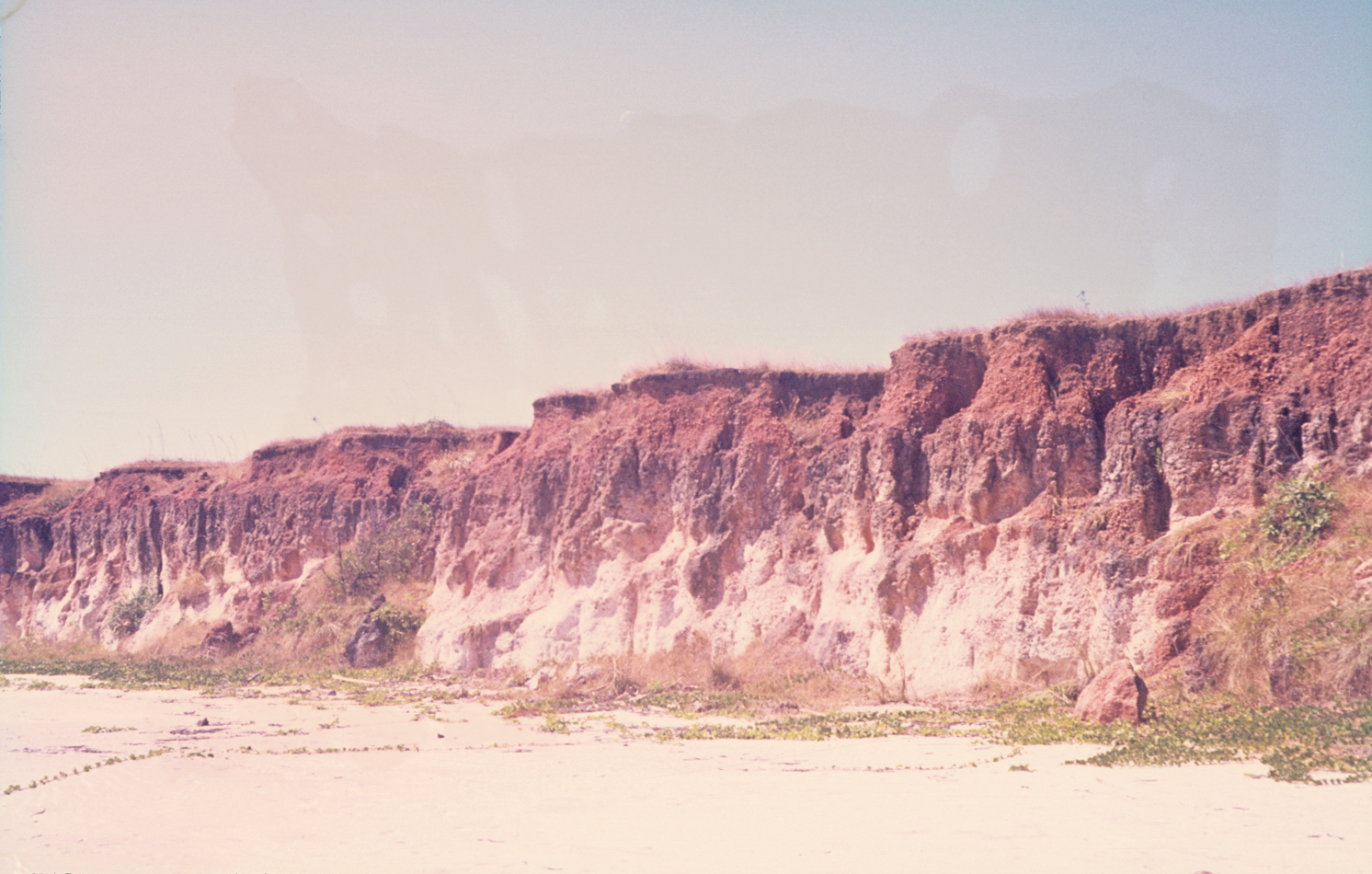
Couche de bauxite sur du grès, Weipa, Australie

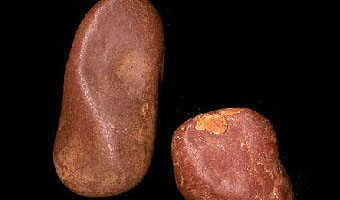
Bauxite provenant de Slovaquie

La bauxite est issue de l'altération de roches contenant des minéraux argileux (ou silicates d'alumine). Cette altération est efficace en climat tropical comme dans les Baux-de-Provence pendant le Crétacé ou aujourd'hui dans cette zone climatique où elle donne naissance à des cuirasses latéritiques de couleur jaune ocre.

### Composition générale
La bauxite n'est considérée comme minerai d'aluminium que si sa teneur en silice ne dépasse pas un seuil d'environ 8 %. En aucun cas le seuil ne peut dépasser 15 %, valeur pour laquelle les hydrates d'alumine sont instables au profit de la kaolinite. Par démantèlement, cette roche résiduelle donne naissance à diverses autres roches de type sédimentaire que ce soit en milieu marin ou continental, voire souterrain par soutirage dans leur substrat carbonaté par dissolution de ce dernier (aramonite).
On distingue deux types de bauxite : la bauxite de karst et la bauxite latéritique. Elles sont constituées de minéraux de la famille des hydroxydes et oxydes d'aluminium, des hydroxydes et des oxydes de fer, des minéraux de titane, des minéraux argileux.
| composé            | bauxite de karst    | bauxite latéritique |
| ------------------ | ------------------- | ------------------- |
| composé            | en % du minerai sec |                     |
| Al2O3              | 48 à 60             | 54 à 61             |
| SiO2               | 3 à 7               | 1 à 6               |
| Fe2O3              | 15 à 23             | 2 à 10              |
| TiO2               | 2 à 3               | 2 à 4               |
| CaO                | 1 à 3               | 0 à 4               |
| H2O (combiné)      | 10 à 14             | 20 à 28             |
| Zn, V, C organique | traces              | -                   |

### Les oxydes et hydroxydes d'aluminium
- La bayérite α-Al(OH)3 et la gibbsite γ-Al(OH)3 (appelée également « hydrargillite »), monocliniques. Elles sont souvent présentes dans les bauxites latéritiques (bauxite à gibbsite de la Jamaïque). On les trouve avec d'autres hydroxydes d'aluminium dans la bauxite de karst.
- La bœhmite : γ-AlO(OH) (orthorhombique). La bœhmite est très présente dans les bauxites de karst associé avec un autre hydroxyde.
- Le diaspore : α-AlO(OH) (orthorhombique).
- Le corindon : α-Al2O3 (trigonal à réseau rhomboédrique).

### Les hydroxydes et oxydes de fer
Les plus fréquents sont :
- la goethite :  α-FeO(OH) et la lépidocrocite, γ-FeO(OH) (orthorhombiques) ;
- l'hématite :  α-Fe2O3.

On trouve également la magnétite (Fe3O4) et la maghémite (γ-Fe2O3).
À cause de la présence de ces minéraux de fer, la bauxite avait longtemps été considérée au XIXe siècle comme un minerai de fer trop riche en aluminium pour être utilisé.

### Minéraux de titane
Le titane est principalement présent sous forme de TiO2 (rutile, anatase, brookite).

### Argile
Concentrée à la base et au sommet des couches de bauxite, on trouve fréquemment de la kaolinite Al2Si2O5(OH)4 souvent associée à la bœhmite et la gibbsite, minéraux qui en dérivent par hydrolyse en milieu continental ou y reviennent par silicification progressant depuis la couverture sédimentaire du minerai.

### Gallium
La bauxite est l'une des deux principales sources du gallium avec les minerais de zinc. En moyenne, on trouve 57 ppm de gallium dans la bauxite.
Lors de l'extraction de l'alumine de la bauxite par le procédé Bayer, le gallium s'accumule dans l'hydroxyde de sodium, à partir duquel il peut être extrait de différentes manières. Une technique récente utilise de la résine échangeuse d'ions. L'efficacité de l'extraction dépend de la concentration en gallium dans la bauxite ; pour une teneur de 50 ppm, environ 15 % du gallium peut être extrait, soit environ 7,5 grammes par tonne de minerai.

## Production

### Évolution de l'extraction
Pour des raisons techniques, il est temporairement impossible d'afficher le graphique qui aurait dû être présenté ici.

Évolution de la production de bauxite dans le monde entre 1900 et 1990, suivant les continents.

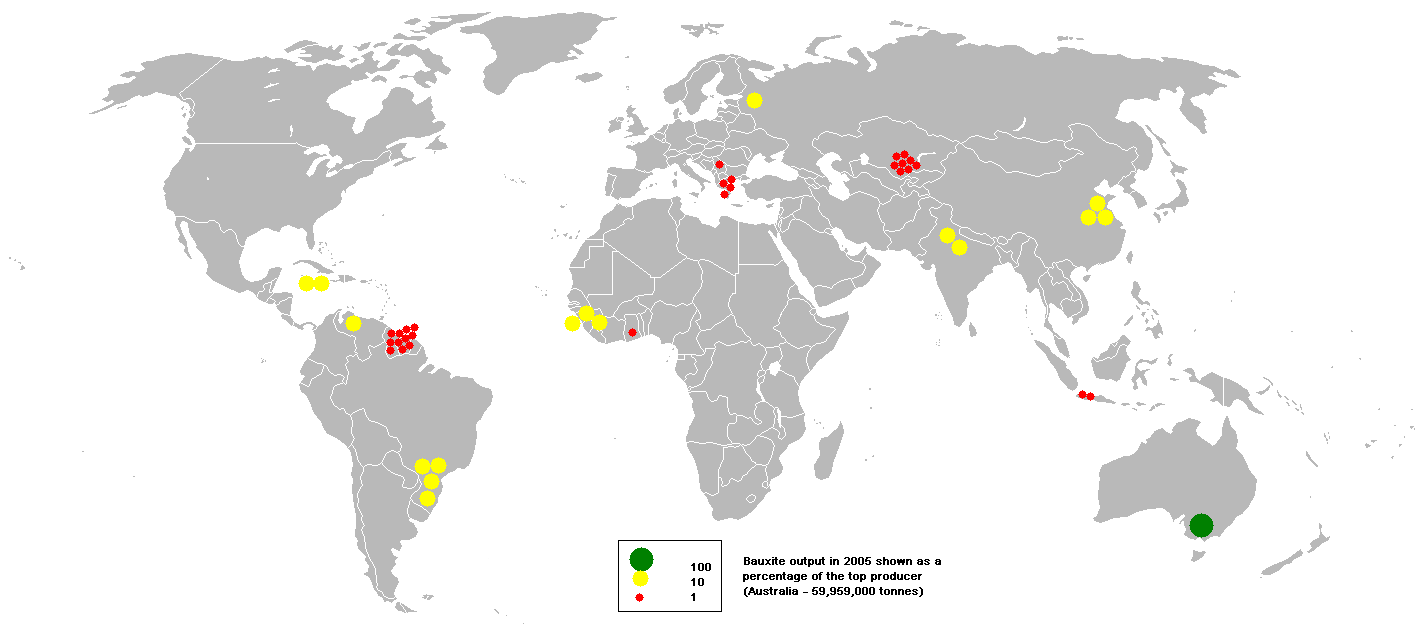
Gisements de bauxite en 2005.

L’extraction de la bauxite de manière industrielle a débuté en 1860 dans le département français du Gard. Elle est longtemps restée inférieure à 10 000 tonnes par an jusqu'au début des années 1880. Le démarrage de la production d'aluminium par le procédé Héroult-Hall en 1886 a donné le coup de départ d'une forte augmentation. Au tournant du XXe siècle, la production dépasse pour la première fois la barre symbolique des 100 000 tonnes, et celle du million de tonnes annuel autour de 1920.
Excepté à la sortie de la Première Guerre mondiale, la France est restée le premier producteur mondial jusqu'à la Seconde Guerre mondiale, suivi par les États-Unis. Vers 1930, de nouveaux pays d'Amérique (Caraïbes, Guyane, Suriname) et d'Europe (Yougoslavie, Hongrie) prirent un poids grandissant dans la production, jusqu'à représenter les deux tiers de la production mondiale en 1939.
La deuxième moitié du XXe siècle montre un renouvellement des pays producteurs : la production des acteurs historiques (France, États-Unis) devient progressivement marginale, celle de l'Amérique latine (Jamaïque, Brésil) garde une place importante, mais surtout, on constate l'émergence rapide de l'Australie et, dans une moindre mesure, de la Guinée.

### XXIesiècle
Pour des raisons techniques, il est temporairement impossible d'afficher le graphique qui aurait dû être présenté ici.

Évolution de la production de bauxite dans le monde entre 1994 et 2019.
Depuis la fin du XXe siècle, l'extraction de bauxite continue d'augmenter à un rythme élevé, avec un doublement de la quantité annuelle extraite entre 2000 et 2015. En 2019, plus de 350 millions de tonnes de bauxite ont été exploitées. L'augmentation de la demande est notamment tirée par les trois principaux pays producteurs que sont l'Australie, la Chine et la Guinée. Les besoins en aluminium pour la transition énergétique et la lutte contre le réchauffement climatique devraient continuer à accroître la production dans les prochaines années.
Après dix années de recherches dirigées par le chimiste français Yves Occello, la société IB2 met au point un nouveau procédé qui transforme la bauxite de mauvaise qualité en un minerai de haute teneur modernisant ainsi le procédé Bayer et permettant moins de déchets en boue rouge. 

## Dangers liés à la bauxite (transport maritime)
Dans certaines condition d'humidité et de granulométrie, la bauxite peut se comporter comme un liquide.
Cette particularité a été définie comme la cause du naufrage d'un vraquier (Bulk Jupiter) en janvier 2015 causant la mort de 18 marins.
L'Organisation Maritime Internationale a mis en place des mesures pour prévenir les capitaines des navires de ces dangers.

## Commerce

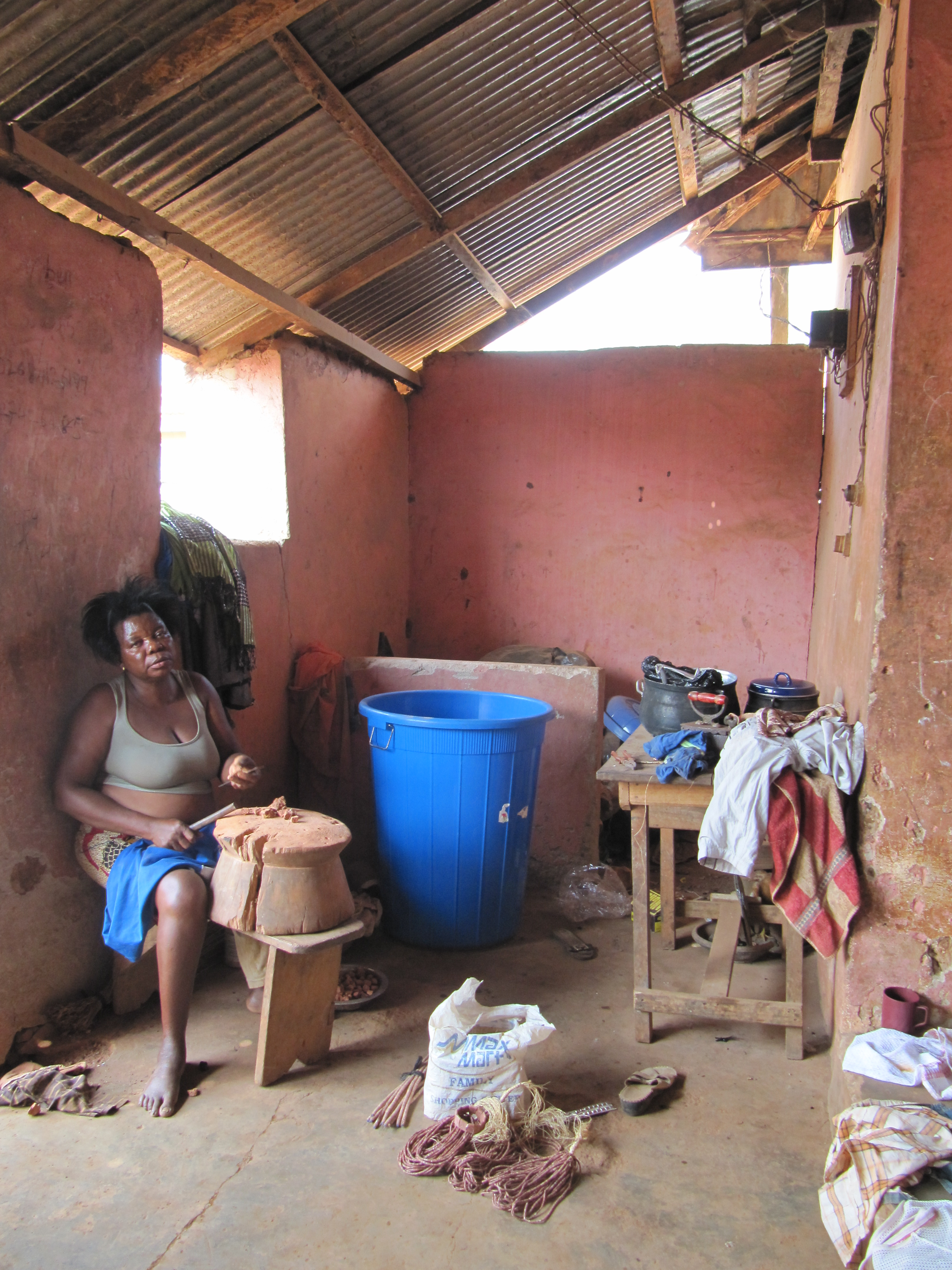
Fabrication de perles en bauxite au Ghana

En 2014, la France est nette importatrice de bauxite, d'après les douanes françaises. Le prix moyen à la tonne à l'importation était de 35 euros.
En 2020, la bauxite fait son entrée dans la liste des matières premières critiques pour l'économie européenne.